# Wereldkampioenschappen skivliegen 2008

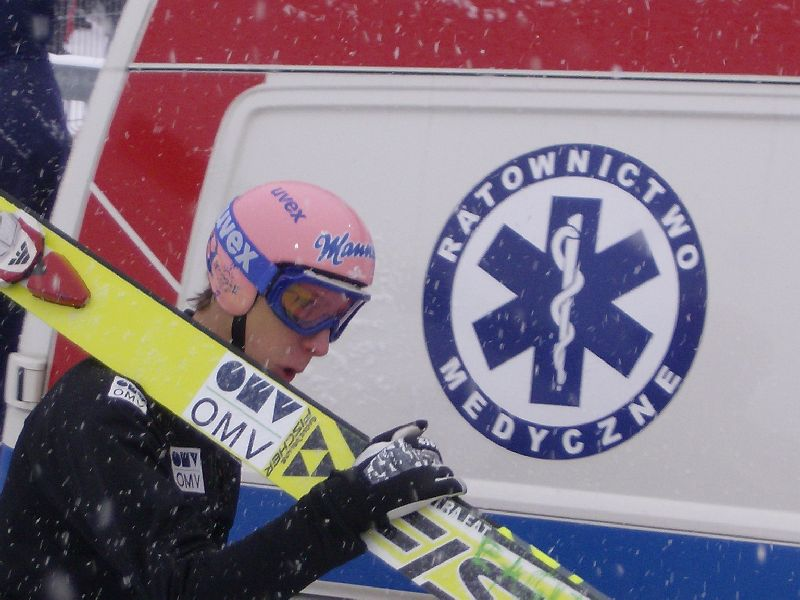
Martin Koch, zilver individueel en goud met het team

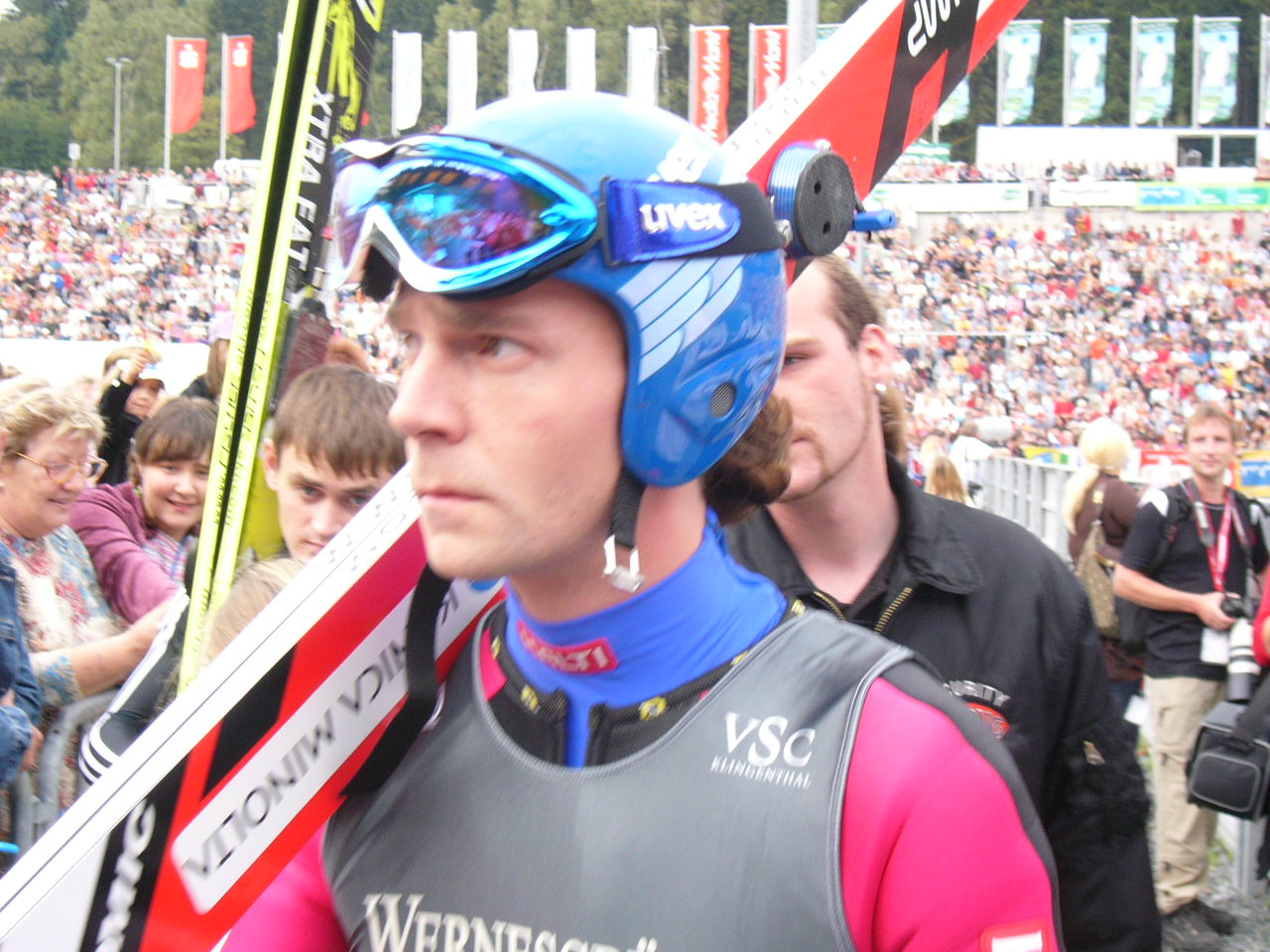
Janne Ahonen, brons individueel en zilver met het team

De wereldkampioenschappen skivliegen 2008 werden van 22 tot en met 24 februari gehouden op de Heini Klopfer Skivliegschans in het Duitse Oberstdorf.
De Oostenrijker Gregor Schlierenzauer werd wereldkampioen. Een dag later werd hij bovendien met het Oostenrijkse team wereldkampioen. De Noor Roar Ljøkelsøy en het Noorse team slaagden er niet in hun titel van twee jaar eerder te verdedigen.

## Uitslag individuele wedstrijd
De individuele wedstrijd bestond uit vier sprongen. Tweemaal werd gesprongen op 22 februari en tweemaal een dag later. De totaalscore van alle vier de sprongen bepaalde het klassement. De wedstrijden werden 's avonds bij kunstlicht gesprongen.
De 18-jarige Oostenrijker Gregor Schlierenzauer haalde met een uitstekende vierde sprong de overwinning binnen, hij is daarmee de jongste wereldkampioen in het skivliegen aller tijden. Martin Koch, die na drie sprongen aan de leiding ging, liet het bij zijn laatste sprong liggen en moest vrede nemen met het zilver. De Finse veteraan Janne Ahonen sprong constant en drong zo wereldrecordhouder Bjørn Einar Romøren nog van het podium.
Voor de Duitse thuisspringers werd het een klein drama, Martin Schmitt redde de Duitse eer met plaats 15. Ook de Noorse titelverdediger Roar Ljøkelsøy zag zijn kansen op titelprolongatie al in de eerste springronde vervliegen, hij werd 32ste.

#### Tussenstand na een van de vier sprongen
| nr. | springer              | land | punten |
| --- | --------------------- | ---- | ------ |
| 1   | Bjørn Einar Romøren   | NOR  | 212,4  |
| 2   | Gregor Schlierenzauer | AUT  | 207,9  |
| 3   | Martin Koch           | AUT  | 207,1  |
| 4   | Simon Ammann          | SUI  | 203,7  |
| 5   | Janne Ahonen          | FIN  | 202,6  |
| 6   | Adam Małysz           | POL  | 202,0  |
| 7   | Thomas Morgenstern    | AUT  | 201,5  |
| 8   | Tom Hilde             | NOR  | 197,1  |
| 9   | Janne Happonen        | FIN  | 196,5  |
| 10  | Martin Schmitt        | GER  | 194,2  |

#### Tussenstand na 2 van de vier sprongen
| nr. | springer              | land | punten |
| --- | --------------------- | ---- | ------ |
| 1   | Bjørn Einar Romøren   | NOR  | 424,1  |
| 2   | Gregor Schlierenzauer | AUT  | 421,9  |
| 3   | Martin Koch           | AUT  | 421,3  |
| 4   | Thomas Morgenstern    | AUT  | 413,2  |
| 5   | Adam Małysz           | POL  | 409,8  |
| 6   | Janne Happonen        | FIN  | 404,1  |
| 7   | Janne Ahonen          | FIN  | 403,9  |
| 8   | Andreas Küttel        | SUI  | 402,7  |
| 9   | Harri Olli            | FIN  | 392,0  |
| 10  | Simon Ammann          | SUI  | 391,3  |

#### Tussenstand na 3 van de vier sprongen
| nr. | springer              | land | punten |
| --- | --------------------- | ---- | ------ |
| 1   | Martin Koch           | AUT  | 629,9  |
| 2   | Gregor Schlierenzauer | AUT  | 626,1  |
| 3   | Bjørn Einar Romøren   | NOR  | 615,3  |
| 4   | Janne Ahonen          | FIN  | 606,7  |
| 5   | Thomas Morgenstern    | AUT  | 600,1  |
| 6   | Janne Happonen        | FIN  | 598,3  |
| 7   | Adam Małysz           | POL  | 591,8  |
| 8   | Simon Ammann          | SUI  | 590,4  |
| 9   | Harri Olli            | FIN  | 586,1  |
| 10  | Andreas Küttel        | SUI  | 580,5  |

#### Eindstand na vier sprongen
| nr.    | springer              | land | punten |
| ------ | --------------------- | ---- | ------ |
| Goud   | Gregor Schlierenzauer | AUT  | 835,4  |
| Zilver | Martin Koch           | AUT  | 824,7  |
| Brons  | Janne Ahonen          | FIN  | 811,9  |
| 4      | Bjørn Einar Romøren   | NOR  | 804,6  |
| 5      | Janne Happonen        | FIN  | 801,7  |
| 6      | Harri Olli            | FIN  | 787,4  |
| 7      | Thomas Morgenstern    | AUT  | 784,3  |
| 8      | Simon Ammann          | SUI  | 782,8  |
| 9      | Adam Małysz           | POL  | 778,0  |
| 10     | Anders Jacobsen       | NOR  | 775,3  |

### Details sprongen medaillewinnaars
| springer              | sprong 1       | sprong 2       | sprong 3       | sprong 4       | Totaalscore |
| --------------------- | -------------- | -------------- | -------------- | -------------- | ----------- |
|                       | afstand punten | afstand punten | afstand punten | afstand punten | punten      |
| Gregor Schlierenzauer | 212,0 m 152,4  | 217,5 m 159,0  | 208,5 m 148,2  | 211,5 m 151,8  | 835,4       |
| Martin Koch           | 215,5 m 156,5  | 221,0 m 163,2  | 213,0 m 153,6  | 201,5 m 139,8  | 824,7       |
| Janne Ahonen          | 210,5 m 150,6  | 206,5 m 145,8  | 209,0 m 148,8  | 208,5 m 148,2  | 811,9       |

## Uitslag landenwedstrijd
Bij de landenwedstrijd bestond elk team uit vier springers. Elke springer maakte twee sprongen. De totaalscore van alle acht sprongen bepaalde het klassement. De wedstrijd was overdag op 24 februari. Het favoriete Oostenrijk won vrij gemakkelijk te titel. Spannender was de strijd om het zilver, die uiteindelijk door Finland werd gewonnen ten koste van Noorwegen.
| nr.    | land       | springers                | springers          | springers           | springers             | punten |
| ------ | ---------- | ------------------------ | ------------------ | ------------------- | --------------------- | ------ |
| Goud   | Oostenrijk | Martin Koch              | Thomas Morgenstern | Andreas Kofler      | Gregor Schlierenzauer | 1553,3 |
| Zilver | Finland    | Janne Happonen           | Harri Olli         | Matti Hautamäki     | Janne Ahonen          | 1477,0 |
| Brons  | Noorwegen  | Bjørn Einar Romøren      | Anders Bardal      | Tom Hilde           | Anders Jacobsen       | 1453,2 |
| 4      | Duitsland  | Georg Späth              | Michael Uhrmann    | Martin Schmitt      | Michael Neumayer      | 1361,7 |
| 5      | Rusland    | Dmitri Vasiljev          | Ilja Rosliakov     | Pavel Karelin       | Denis Kornilov        | 1308,1 |
| 6      | Tsjechië   | Antonin Hajek            | Roman Koudelka     | Jan Matura          | Borek Sedlak          | 1298,9 |
| 7      | Japan      | Daiki Ito                | Noriaki Kasai      | Taku Takeuchi       | Shohei Tochimoto      | 1241,2 |
| 8      | Frankrijk  | Vincent Descombes Sevoie | David Lazzaroni    | Pierre Emanuel Robe | Emmanuel Chedal       | 1196,2 |